# Reine (insecte)
Pour les articles homonymes, voir Reine (homonymie).
Gyne

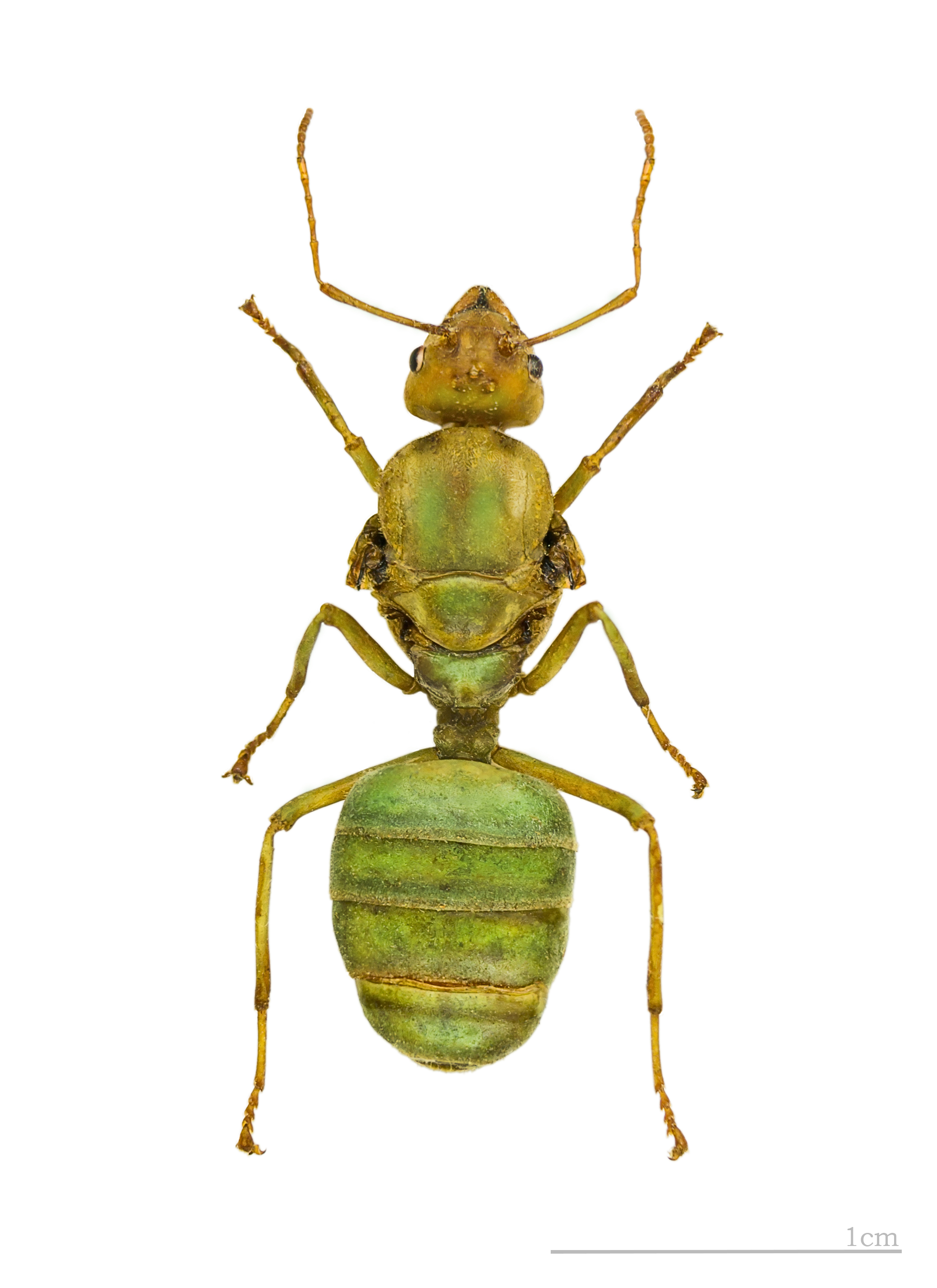
Une reine fourmi tisserande (Oecophylla smaragdina). Muséum de Toulouse.

Chez les insectes sociaux (fourmis, abeilles, termites, etc.), une reine (ou gyne) est une femelle d'une colonie qui a la capacité de se reproduire, en pondant des œufs. Elle est souvent unique.

## Chez les abeilles

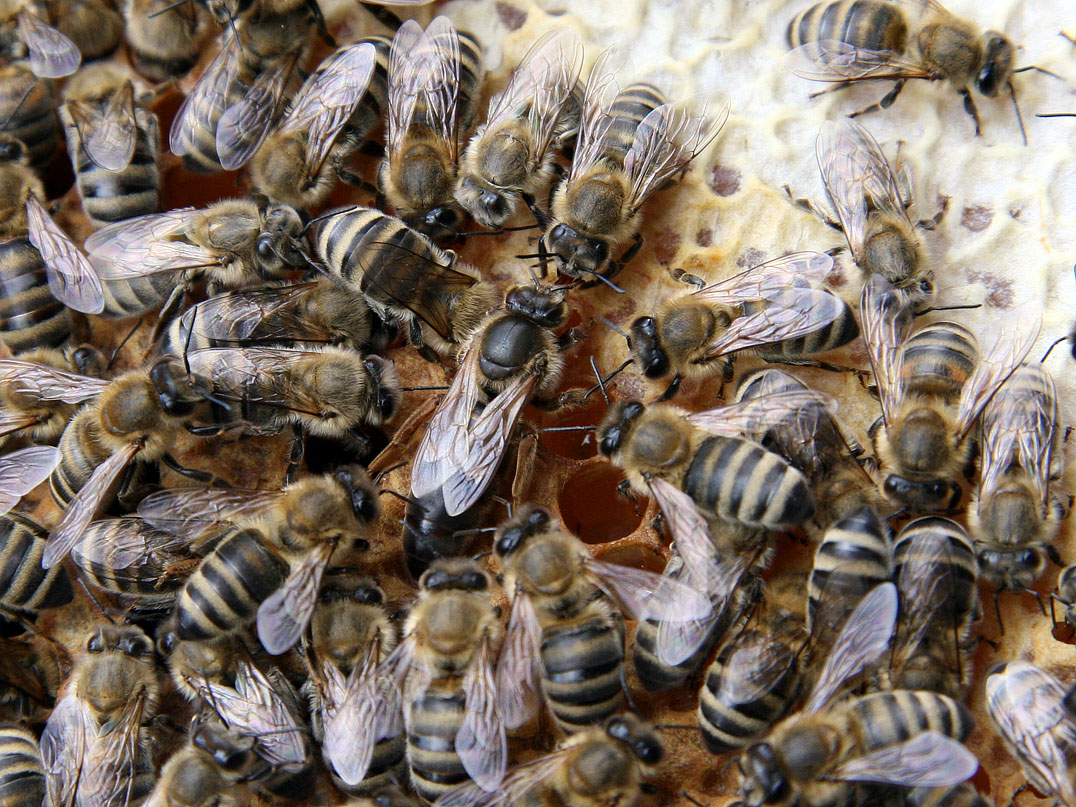
Une reine (Apis mellifera carnica) entourée d'ouvrières, au-dessus d'alvéoles.

La reine assure la pérennité de la colonie et les ouvrières remplissent toutes les tâches d'entretien et de production. Les mâles dont le rôle est uniquement la reproduction sont tolérés dans la ruche l'espace d'un été. Ceux qui accompagnent la reine lors du vol nuptial pour la féconder meurent immédiatement après. La ruche s'éveille au printemps et les abeilles réalisent l'essentiel de leurs activités jusqu'à l'automne.

### Comment devenir reine chez les abeilles
À la naissance, les abeilles femelles naissent égales et sont toutes nourries de gelée royale jusqu'au 3e jour. Mais pour qu'elles deviennent reines, elles devront être nourries de cette même gelée durant la totalité des six jours de leur vie de larves.

## Chez les fourmis
Une reine des fourmis peut pondre jusqu'à cent œufs par jour. La reine des fourmis noires des jardins pond en moyenne une trentaine d'œufs chaque jour, soit 200 000 au total pour une reine qui vit entre 20 et 25 ans. Chez cette espèce la reine est fondatrice, c'est-à-dire qu'elle fonde seule une nouvelle colonie, sans l'aide d'ouvrières : elle pond ses premiers œufs et s'en occupe, puis s'occupe des larves en les retournant, en les nourrissant (notamment avec des œufs trophiques (en), qui ne contiennent pas d'embryon), en les nettoyant (pratiques de léchage) et en les aidant à déchirer leur cocon. Une fois que les larves sont devenues des ouvrières opérationnelles, prêtes à s’occuper à leur tour du couvain (l'ensemble des œufs et larves), la reine se remet à pondre et ne fait plus rien d'autre. Ce sont des phéromones émises par les ouvrières qui induisent ce nouveau comportement de la reine,.

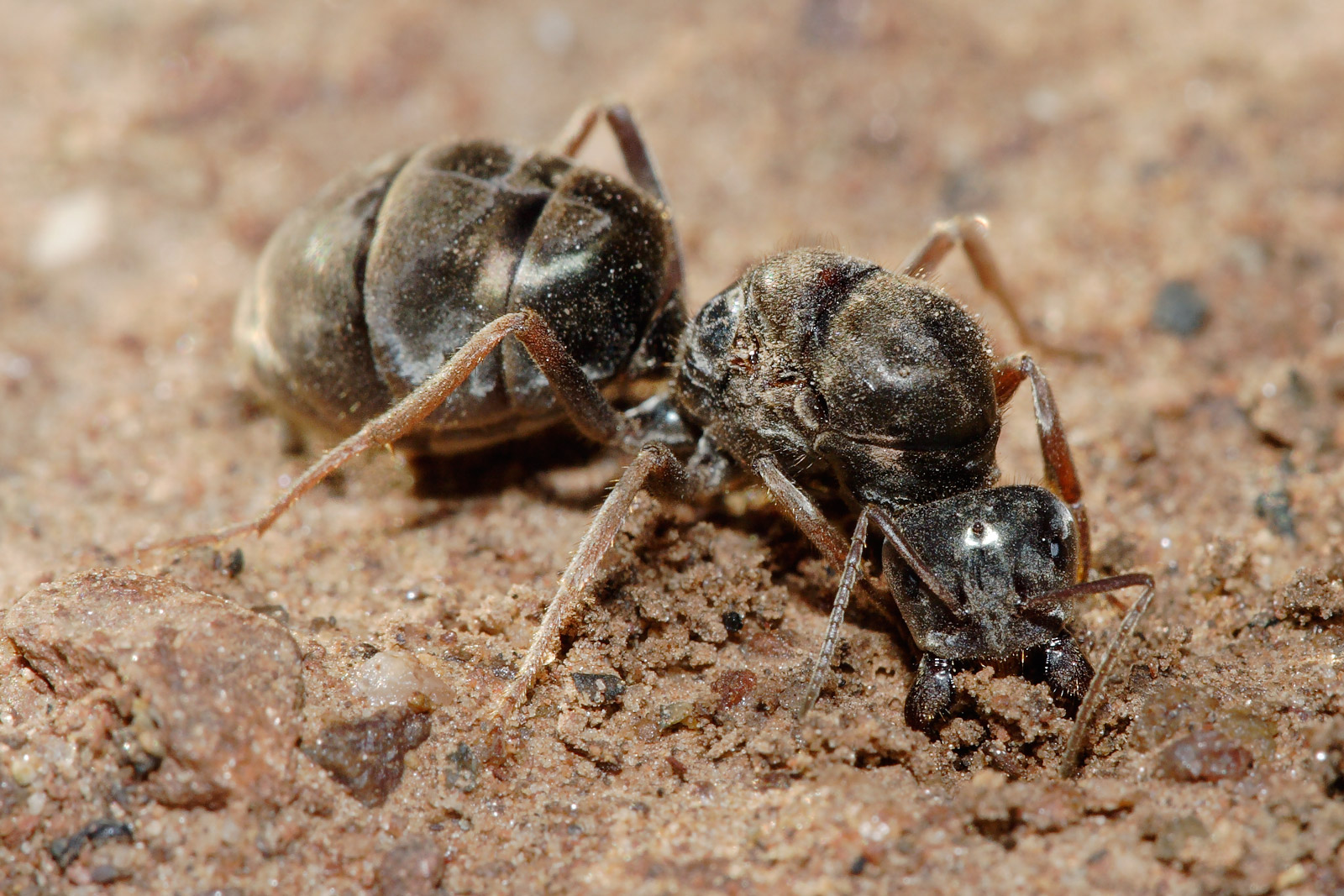
Une reine fourmi creusant un trou pour créer sa colonie.
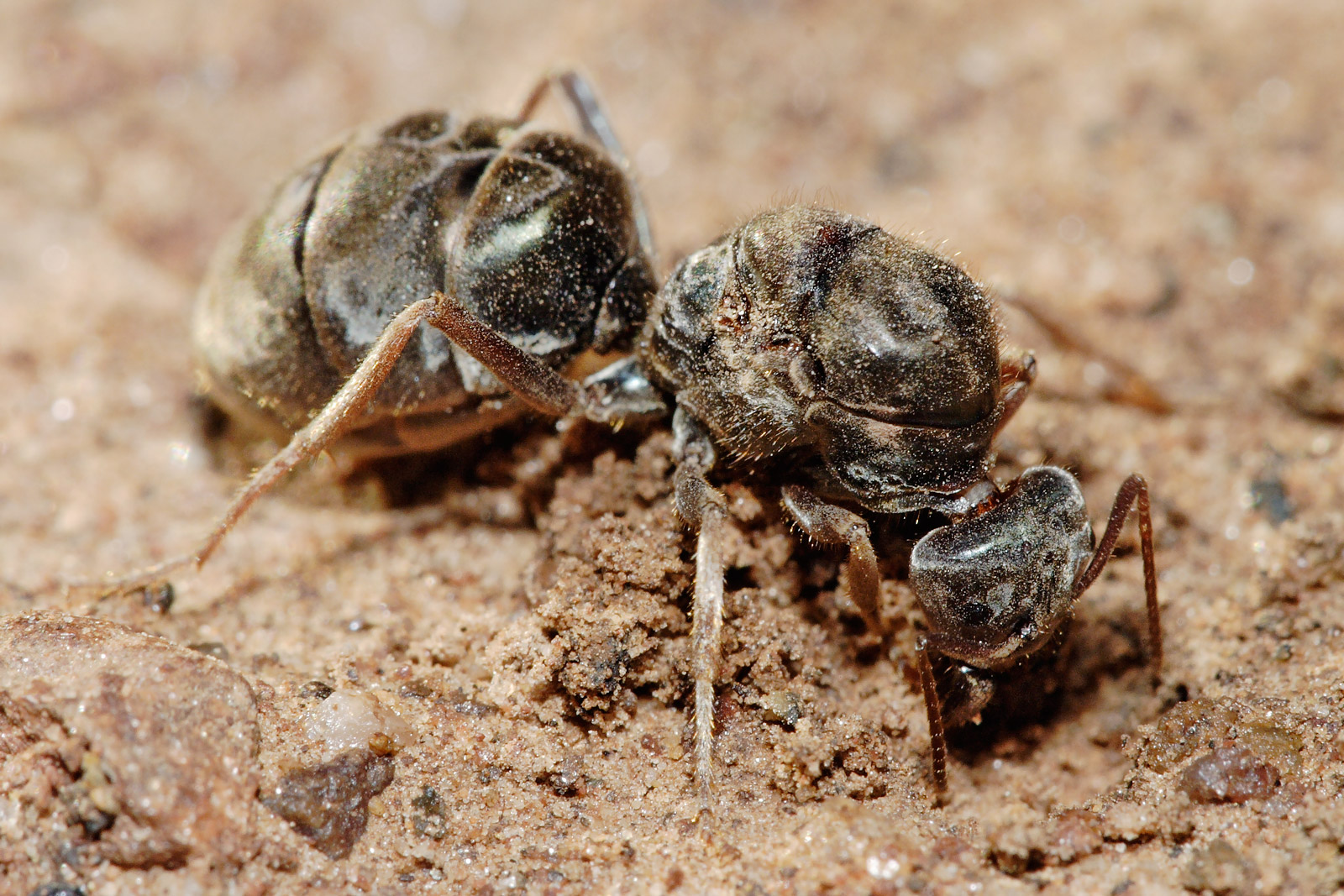
~20 secondes plus tard.
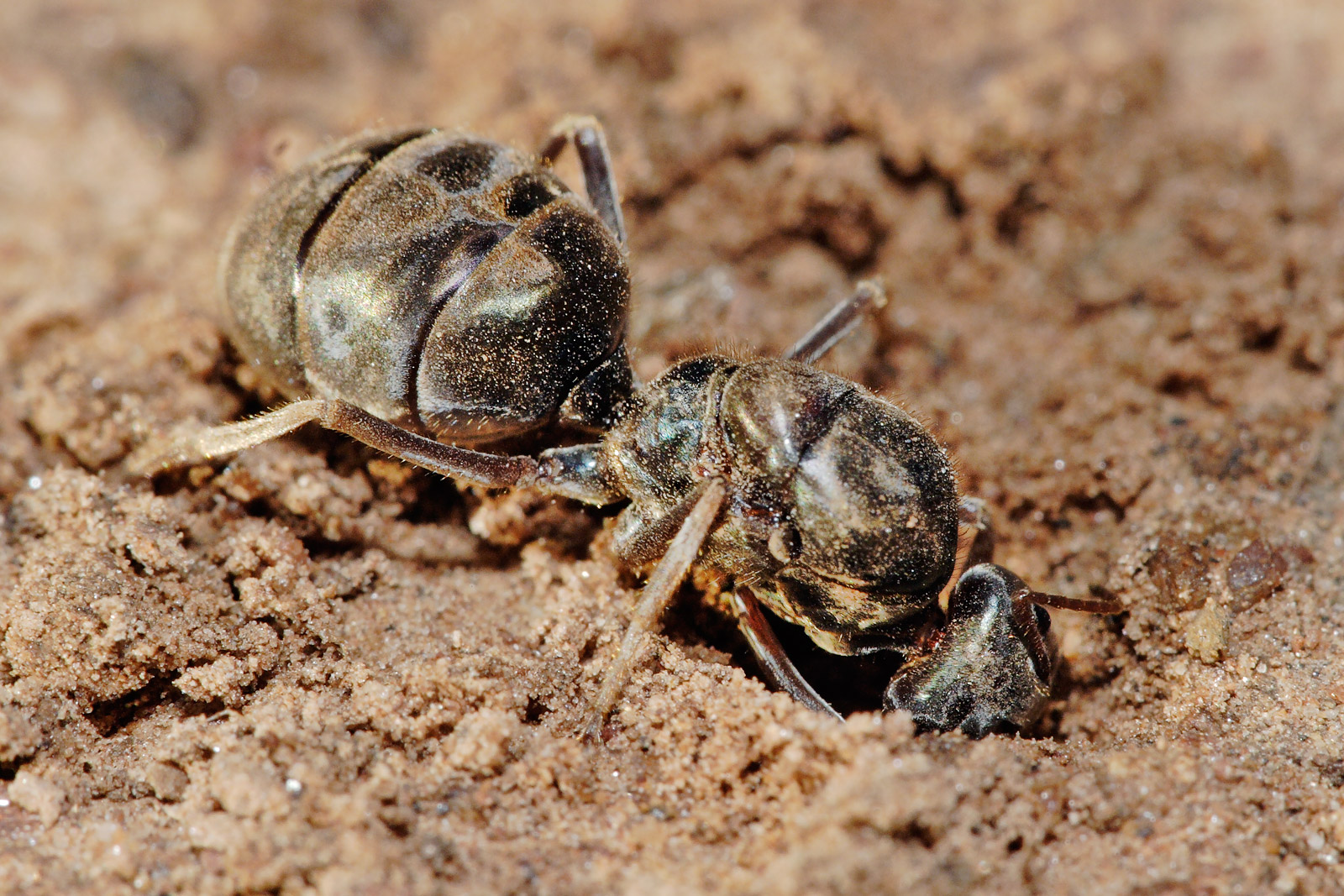
~ 1 minute plus tard.